# Sammellager Samobor
Das Sammellager Samobor war im Unabhängigen Staat Kroatien (NDH) ein Sammellager für jüdische Emigranten aus dem NS-Staat und der Tschechoslowakei. In dem 1939 in Samobor errichteten Lager befanden sich bis Kriegsausbruch 200 Juden. Einige wurden in andere Sammellager deportiert, andere konnten mit Hilfe jüdischer Organisationen das Land verlassen, und rund 150 schickten die Ustascha schließlich im Juni und Juli 1941 in andere Lager, wo sie ermordet wurden.